# David Dawson
David Robert Dawson (Widnes, 7 settembre 1982) è un attore britannico, conosciuto principalmente per le apparizioni televisive in The Last Kingdom e Ripper Street.

## Biografia
Nato in Inghilterra, Dawson ha frequentato la scuola superiore Fairfield e il collegio Warrington, prima di essere ammesso al corso di recitazione della Royal Academy of Dramatic Art nel 2002. Durante gli anni della scuola superiore si unì alla compagnia teatrale Musketeer, con la quale ha interpretato, tra gli altri, Dogberry in Molto rumore per nulla di William Shakespeare. All'età di 17 anni scrisse un'opera intitolata Divorced and Desperate, messa in scena per tre serate al Queen's Hall Theatre di Widnes. L'anno successivo scrisse e interpretò un'altra opera, The Boy In The Bed, messa in scena al Tower Theatre di Islington e sponsorizzata da Barbara Windsor e Julie Walters. David ha un fratello minore, James.

## Carriera
Il primo ruolo teatrale professionale di Dawson fu come sostituto di Kevin Spacey nella tragedia shakespeariana Riccardo II.
Per quanto riguarda la televisione, invece, le apparizioni di Dawson includono Doc Martin, The Thick of It, Damage e Up Close and Personal. L'attore ha interpretato Harry Parr Davies nel dramma della BBC Gracie!, basato sulla vita della cantante inglese Gracie Fields. Ha recitato, inoltre, nel ruolo del creatore di Coronation Street Tony Warren nel dramma della BBC The Road to Coronation Street. Sempre per BBC, ha dato vita al personaggio di Toby Kent in tre episodi della seconda stagione della serie televisiva Luther. Nel 2012 è apparso in un ciclo di adattamenti letterari di BBC Two, interpretando Bazzard in Il mistero di Edwin Drood e Poins in Enrico IV, Parti I e Part II.
Nel 2022 recita al fianco di Harry Styles nel film My Policeman, tratto dall'omonimo romanzo.

## Filmografia

### Cinema
- La cena delle spie (All the Old Knives), regia di Janus Metz (2022)
- My Policeman, regia di Michael Grandage (2022)

### Televisione
- Doc Martin – serie TV, episodio 2x03 (2005)
- Damage, regia di Aisling Walsh – film TV (2007)
- The Thick of It – serie TV, episodi 2x04-2x06 (2007)
- Gracie!, regia di Brian Percival – film TV (2009)
- Diario di una squillo perbene (The Secret Diary of a Call Girl) – serie TV, 7 episodi (2010)
- The Road to Coronation Street, regia di Charles Sturridge – film TV (2010)
- Luther – serie TV, episodi 2x02-2x03-2x04 (2011)
- The Mystery of Edwin Drood – miniserie TV, puntata 1x02 (2012)
- The Hollow Crown – miniserie TV, puntate 1x02-1x03 (2012)
- Parade's End – miniserie TV, puntata 1x05 (2012)
- Ripper Street – serie TV, 19 episodi (2012-2016)
- Dancing on the Edge – miniserie TV, puntate 1x03-1x04-1x05 (2013)
- I Borgia (The Borgias) – serie TV, episodio 3x03 (2013)
- Peaky Blinders – serie TV, episodi 1x02-1x03-1x04 (2013)
- The Smoke – miniserie TV, puntata 1x07 (2014)
- The Duchess of Malfi, regia di Dominic Dromgoole – film TV (2014)
- Banished – serie TV, 7 episodi (2015)
- The Last Kingdom – serie TV, 25 episodi (2015-2018)
- Maigret – serie TV, episodio 1x01 (2016)
- The Secret Agent, regia di Charles McDougall – miniserie TV (2016)
- Year of the Rabbit – miniserie TV, puntate 1-3 (2019)
- The Burning Girls, regia di Charles Martin e Kieron Hawkes – miniserie TV (2023)

## Teatro
- Riccardo II al The Old Vic (2007)
- The Long And The Short And The Tall al Sheffield Crucible (2008)
- Nicholas Nickleby UK Tour (2008)
- Romeo e Giulietta al Royal Shakespeare Company (2009)
- The Entertainer al The Old Vic (2009)
- Comedians al Lyric Theatre, Hammersmith (2009)
- Posh al Royal Court Theatre (2010)
- Intrigo e amore al Donmar Warehouse (2011)
- The Vortex al Rose Theatre, Kingston (2013)
- The People of the Town al Gielgud Theatre (2013)
- La duchessa di Amalfi al Shakespeare's Globe (2014)
- The Dazzle al Found111 (2015)

## Riconoscimenti
Nel 2008 Dawson fu nominato ai Laurence Olivier Awards come "Miglior Esordiente in uno Spettacolo", grazie al ruolo di Smike in Nicholas Nickleby. Nel 2010, inoltre, ricevette una nomination come "Miglior Attore non Protagonista" ai What's On Stage Awards per il ruolo di Gethin Price in Comedians.
Per quanto riguarda la televisione, l'attore si è attirato critiche molto positive grazie all'interpretazione di Tony Warren del dramma di BBC Four The Road to Coronation Street. La giornalista dell'Independent Rachel Cooke ha scritto: "Penso che diventerà una grande star. Quando fa le cose che sa fare meglio, è difficile distogliergli gli occhi di dosso". Il Daily Express, invece, ha commentato: "Ciò che porta luce al dramma sono David Dawson e alcuni dialoghi ben scelti", mentre Jane Simon del Daily Mirror lo ha definito "assolutamente brillante".

## Doppiatori italiani
Nelle versioni in italiano delle opere in cui ha recitato, David Dawson è stato doppiato da:
- Paolo Vivio in Diario di una squillo perbene
- Alessandro Rigotti in The Last Kingdom
- Emiliano Coltorti in My Policeman
- Davide Perino in The Burning Girls